# Vätejon
En vätejon är en jon som består av en positivt eller negativt laddad väteatom.
Väteatomen i sig består av en proton och en elektron. En positiv vätejon (H+) är en väteatom där elektronen saknas och består alltså endast av en proton. En negativ vätejon (H-) har två elektroner och kallas för hydridjon.
I praktiken bildas vätejoner bland annat vid upplösning av syror eller sura salter i protiska lösningsmedel, till exempel vatten. Vätejoner kan dock inte existera någon längre tid i fritt tillstånd utan binds snabbt, solvatiseras, till lösningsmedlet, som då fungerar som en bas. I vatten bildas snabbt så kallade oxoniumjoner (H3O+).
Koncentrationer av vätejoner i en lösning brukar användas som mått på dess aciditet eller surhetsgrad; ju högre koncentration desto surare lösning. Eftersom vätejoner dock ej i någon högre grad kan existera fria som sådana i lösning är den egentliga koncentrationen svår att bestämma. I stället mäter man då den så kallade vätejonaktiviteten, som är en termodynamiskt definierad storhet, som anger den effektiva koncentrationen och är lättare tillgänglig för mätningar. I mycket utspädda lösningar är dock vätejonaktiviteten ungefär lika med vätejonkoncentrationen (egentligen oxoniumjonkoncentrationen).
Vätejonaktiviteten mäts i mol/l men anges vanligen i pH, vätejonexponenten.